# Saare (gemeente)
Saare (Estisch: Saare vald) was tot in 2017 een gemeente in de Estlandse provincie Jõgevamaa. De gemeente telde 1110 inwoners op 1 januari 2017 en had een oppervlakte van 224,6 km².
Sinds oktober 2017 maakt de gemeente deel uit van de gemeente Mustvee, net als de voormalige gemeenten Avinurme, Kasepää en Lohusuu.
De landgemeente telde 22 dorpen. De enige dorpen met meer dan honderd inwoners waren Kääpa, het bestuurscentrum, en Voore, het grootste dorp. Kääpa droeg tot 2006 de naam van de gemeente: Saare. De overige dorpen, Halliku, Jaama, Kallivere, Kiisli, Koseveski, Levala, Maardla, Nautrasi, Odivere, Pällu, Pedassaare, Putu, Ruskavere, Saarjärve, Sirguvere, Tarakvere, Tuulavere, Vanassaare, Vassevere en Veia, waren allemaal kleiner.

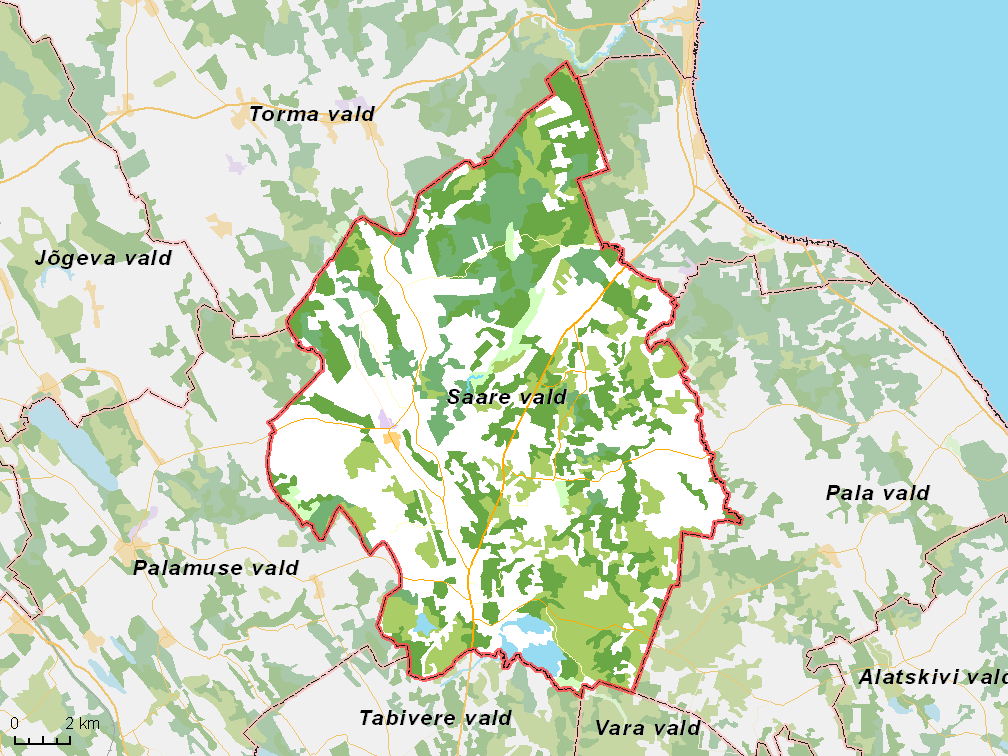
De voormalige gemeente met omliggende gemeenten